# Danny Saucedo
Danny Saucedo (* 25. února 1986 ve Stockholmu jako Daniel Gabriel Alessandro Saucedo Grzechowski), též známý jako Danny, je švédský zpěvák, tanečník, skladatel a dabér polsko-bolivijského původu. Je známý díky účasti ve třetí řadě švédské odnože pěvecké soutěže Idol v roce 2006, kde obsadil šesté místo. Dnes patří mezi nejpopulárnější interprety ve Švédsku.
V letech 2007–2010 byl členem popového tria E.M.D.

## Biografie

### Počátky
Danny se narodil ve Stockholmu bolivijské matce a polskému otci. V dospívání navštěvoval hudební školu Adolfa Fredrika, Lilla Akademien a gymnázium Södra Latin. Mezi interprety, kteří ho inspirovali, patří Elvis Presley, Michael Jackson či George Michael. Již v šestnácti letech se Danny se sborem Södra Latin objevil v televizním pořadu Nyhetsmorgon.

### 2006–2010: Idol, E.M.D.,
V roce 2006 se zúčastnil třetí série pěvecké reality-show Idol, v níž obsadil šesté místo. Již druhý vydaný singl "Tokyo" obsadil první místo švédské hitparády. Obdržel také ocenění na cenách Nickelodeon Kids Awards. Současně v roce 2007 s Erikem Segerstedtem & Mattiasem Andréassonem, rovněž účastníky Idolu, zformoval skupinu E.M.D., jejíž debutové album A State of Mind taktéž zdolalo švédský žebříček. Stejný úspěch čekal i Dannyho první sólové album, Heart Beats.
Počátkem roku 2008 se zpěvák zúčastnil taneční televizní soutěže Let's Dance. S tanečnicí Malin Johansson obsadil čtvrté místo. S Jeanette Carlsson, která skončila třetí, následně reprezentovali Švédsko na Eurovision Dance Contest 2008 v Glasgow, se svojí cha-chou však vybojovali pouze 12. příčku.
Koncem roku vyšlo druhé album Set Your Body Free, které obsadilo v hitparádě druhou příčku. Počátkem roku 2009 se skupina E.M.D. zúčastnila Melodifestivalenu, švédského národního kola do Eurovision Song Contest. S písní "Baby Goodbye", na níž se Danny autorsky podílel, postoupili do finále a získali třetí místo. Od diváků obdrželi přes 230 tisíc hlasů. Pro skupinu Alcazar, která se klání rovněž účastnila, "Danny napsal píseň From Brazil with Love". Ta se objevila na jejich albu Disco Defenders.

### 2011–2013: Melodifestivalen
Členové E.M.D. v roce 2010 oznámili pauzu, během níž se hodlali věnovat vlastním kariérám. Danny o rok později poprvé coby sólový zpěvák vystoupil v Melodifestivalen. S písní "In The Club" obsadil druhé místo – pokořil ho Eric Saade.
O právo reprezentovat Švédsko na Eurovizi bojoval i v roce 2012, s písní "Amazing" skončil opět druhý. Diváci mu sice zaslali přes 450 tisíc hlasů, vítězkou se však stala zpěvačka Loreen. Danny následně sklidil kritiku, když těsně po prohře prohlásil, že zpěvačka nemůže na Eurovizi zaujmout, zatímco jeho vystoupení by uspělo lépe. Když v květnu Loreen na mezinárodním finále zvítězila, gratuloval jí k vítězství, řekl však, že by zvítězil také, neboť "Švédsko tento rok zvítězit muselo".
O rok později opět stanul na pódiu švédského kola, tentokrát však jako moderátor po boku Giny Dirawi. Během pořadu si zazpíval s formací Alcazar a duem Jedward.

### Osobní život
Saucedo je aktivní křesťan. Počátkem roku 2013 se v médiích objevila zpráva, že je ve vztahu se zpěvačkou Molly Sandén.

## Diskografie

### Studiová alba
- Heart Beats (2007)
- Set Your Body Free (2008)
- In The Club (2011)

### Singly
| Rok  | Singl                                    | Umístění | Umístění | Umístění | Umístění      | Album                                |
| Rok  | Singl                                    | Švédsko  | Finsko   | Turecko  | Evropská unie | Album                                |
| ---- | ---------------------------------------- | -------- | -------- | -------- | ------------- | ------------------------------------ |
| 2006 | "Öppna din dörr"                         | 24       | —        | —        | —             | Det bästa från Idol 2006 (kompilace) |
| 2007 | "Tokyo"                                  | 1        | 9        | —        | —             | Heart Beats                          |
| 2007 | "Play It for the Girls"                  | 1        | —        | —        | 34            | Heart Beats                          |
| 2007 | "If Only You" (& Therese Grankvist)      | 3        | 9        | —        | 73            | Heart Beats                          |
| 2007 | "Hey (I've Been Feeling Kind of Lonely)" | —        | —        | —        | —             | Heart Beats                          |
| 2008 | "Radio"                                  | 1        | —        | 132      | —             | Set Your Body Free                   |
| 2008 | "Need to Know"                           | 39       | —        | —        | —             | Set Your Body Free                   |
| 2008 | "All on You"                             | 17       | —        | —        | —             | Set Your Body Free                   |
| 2008 | "Emely" (& Sasha Strunin)                | —        | —        | —        | —             | Set Your Body Free                   |
| 2008 | "Just Like That" (& Lazee)               | —        | —        | —        | —             | Set Your Body Free                   |
| 2011 | "In Your Eyes"                           | —        | —        | —        | —             | In the Club                          |
| 2011 | "In the Club"                            | 2        | —        | 41       | —             | In the Club                          |
| 2011 | "Tonight"                                | 28       | —        | —        | —             | In the Club                          |
| 2012 | "Amazing"                                | 2        | —        | 70       | —             |                                      |
| 2012 | "All In My Head"                         | 18       | —        | 121      | —             |                                      |
| 2012 | "Delirious"                              | —        | —        | —        | —             |                                      |
| 2012 | "Todo El Mundo (Dancing In The Streets)" | —        | —        | 50       | —             |                                      |